# 세종 봉서재
봉서재(鳳棲齋)는 세종특별자치시 연서면 고복리 224에 있다. 2014년 9월 30일 세종특별자치시의 향토문화유산 제43호로 지정되었다.

## 개요
봉서재(鳳棲齋)는 조선시대 중기 결성장씨(結城張氏)인 장원주(張元胄, 1634~1700)가 지은 서당(書堂)이다.
장원주는 육영재(毓英齋, 세종특별자치시 향토문화유산 제39호)를 지은 장훈(張訓, 1568~1609)의 후손으로 충청도 연기현 동이면(燕岐縣 東二面,, 현재 세종특별자치시 연동면 노송리)에서 태어나 자랐으며, 나이가 들어 외가(外家)가 있던 연기현 북이면(北二面, 현재 세종특별자치시 연서면 고복리)에 봉서재를 지었다. 그가 죽은 후인 1717년(숙종 43)에 집안에 요역(徭役)을 면제받는 상(復戶)을 받을 만큼 효심(孝心)이 깊었으며, 결성장씨 후손들뿐만 아니라 인근지역의 가난한 이의 자식들까지 대가 없이 글을 가르쳐 주었다고 한다. 일제강점기까지 서당의 기능은 유지되었는데 1906년(고종 43)에는 당시 봉서재의 훈장이었던 류인철에 의해 신식교육을 위한 동광학교(東光學校)가 봉서재에 만들어지기도 하였다. 현재 봉서재의 위치는 일제강점기인 1918년 장원주의 후손 장기칠(張箕七, 1850~1937)에 의해 옮겨진 것으로 본래는 북쪽으로 약 500m 떨어진 곳에 있었다고 하며, 2003년 다시 지어진 것이다. 봉서재의 동쪽 뒤편에는 장원주의 묘가 있다.
봉서재는 정면 4칸, 측면 2칸의 규모로 팔작지붕을 하고 있다. 정면에 걸려있는 ‘鳳棲齋(봉서재)’ 현판(懸板)은 독립운동가인 홍일섭(洪日燮, 1878~1935)이 쓴 것이며, 내부에는 1918년 장기칠이 쓴 ‘鳳棲齋記(봉서재기)’와 1922년 류인철이 기록한 ‘鳳棲齋移建記(봉서재이건기’, 그리고 지역의 유림(儒林)들이 지은 시(詩) 10여 편이 전해진다. 또 서당운영을 위해 조직된 서당계(書堂契)와 남의 논밭을 빌려서 경작(耕作)한 대가를 지불한 도조기(賭租記)가 남아있어 당시의 운영방법과 상황을 알 수 있다.